# Ya'ad – Mouvement des droits civiques
Le Ya'ad - Mouvement des droits civiques (hébreu : יעד – תנועה לזכויות האזרח, Ya'ad – Tenoa'a LaZkhuyot HaEzrah), connu plus communément sous le nom de Ya'ad, était un parti politique israélien éphémère. Il n'est pas lié au parti du nom de Ya'ad ayant existé durant la 9e session de la Knesset.

## Histoire
Le parti fut créé le 3 juin 1975 durant la 8e session de la Knesset, lorsque trois représentants ayant créé le Ratz (dont le nom complet est Mouvement des droits civiques) rejoignirent le représentant indépendant Aryeh Eliav afin de former un nouveau parti. Aryeh Eliav avait été élu à la Knesset sur la liste de l'Alignement, mais avais fait sécession pour siéger comme indépendant.
Cependant, le parti fut dissous le 27 janvier 1976 lorsqu'Aryeh Eliav et Marcia Freedman le quittèrent pour former la Faction social-démocrate, qu'ils renommèrent rapidement en Faction socialiste indépendante. Les deux restèrent représentants à la Knesset, Shulamit Aloni et Boaz Moav retournant au Ratz.
La Faction socialiste indépendante disparu rapidement, par sa fusion au sein du Camp de Gauche d'Israël avec le Meri, le Moked et certains membres des Black Panthers. Marcia Freedman ne se joignit pas au nouveau parti, mais créa le Parti des Femmes, qui échoua à franchir le seuil électoral. Le Ratz fusionna par la suite au sein du Meretz.

## Représentants à la Knesset
| Knesset (Nombre d'élus) | Représentants                                           |
| ----------------------- | ------------------------------------------------------- |
| 8e (1973-1977) (4)      | Shulamit Aloni, Aryeh Eliav, Marcia Freedman, Boaz Moav |